# Ермак (приток Печоры)
Ермак — река в России, протекает в Республике Коми по территории Печорского района.

## География
Устье реки находится в 893 км по правому берегу реки Печора, напротив посёлка Красный Яг. Длина реки составляет 17 км.

## Данные водного реестра
По данным государственного водного реестра России относится к Двинско-Печорскому бассейновому округу, водохозяйственный участок реки — Печора от водомерного поста у посёлка Шердино до впадения реки Уса, речной подбассейн реки — бассейны притоков Печоры до впадения Усы. Речной бассейн реки — Печора.
Код объекта в государственном водном реестре — 03050100212103000063672.